# Chapelle Saint-Marc de Kervalet
Pour les articles homonymes, voir Saint-Marc.
La chapelle Saint-Marc est un lieu de culte catholique situé sur la commune de Batz-sur-Mer, dans le département français de la Loire-Atlantique.

## Présentation
De style gothique flamboyant, la chapelle est située au centre de Kervalet, un village de la commune de Batz-sur-Mer en Loire-Atlantique, près des marais salants de Guérande.
L'édifice est dédié aux quatre évangélistes, mais c'est la vocation de saint Marc qui y prédomine. La chapelle est rattachée à la paroisse Saint-Yves-de-la-Côte-sauvage du diocèse de Nantes. Elle fait partie des chapelles accueillant des expositions dans le cadre du projet culturel et artistique « L'Art Au Gré des Chapelles de la Presqu'île Guérandaise » depuis 2013. Elle accueille également des expositions personnelles comme celle de Joëlle Morin en août 2023,.

### Historique
La chapelle est construite au XVe siècle sur un rocher émergeant des marais salants de Guérande, en plein âge d'or de l'architecture religieuse bretonne. Son clocher et la sacristie sont érigés en 1790.
L'intérieur de la chapelle est rénové en 1992 ; en particulier, les murs sont blanchis.

### Architecture
La chapelle Saint-Marc est un édifice de granit, au plan rectangulaire et au toit en ardoise ; elle possède un clocher sur sa façade occidentale. Ses façades extérieures ne sont décorées qu'au niveau du portail méridional, de style gothique, dont les voussures sont surmontées d'une statuette de la Vierge à l'Enfant. L'intérieur de la chapelle comporte une voûte en berceau renversé.
À l'extérieur, une croix de granit sculptée du XIIIe siècle est édifiée à proximité du portail méridional et dressée sur le socle actuel de 1923.
Au chevet de l'édifice, des trous appelés cupules auraient été gravés à l'aide d'outils en pierre. Ils auraient joué un rôle dans des rituels préhistoriques.

### Mobilier
Parmi le mobilier de la chapelle :
- Tableaux :

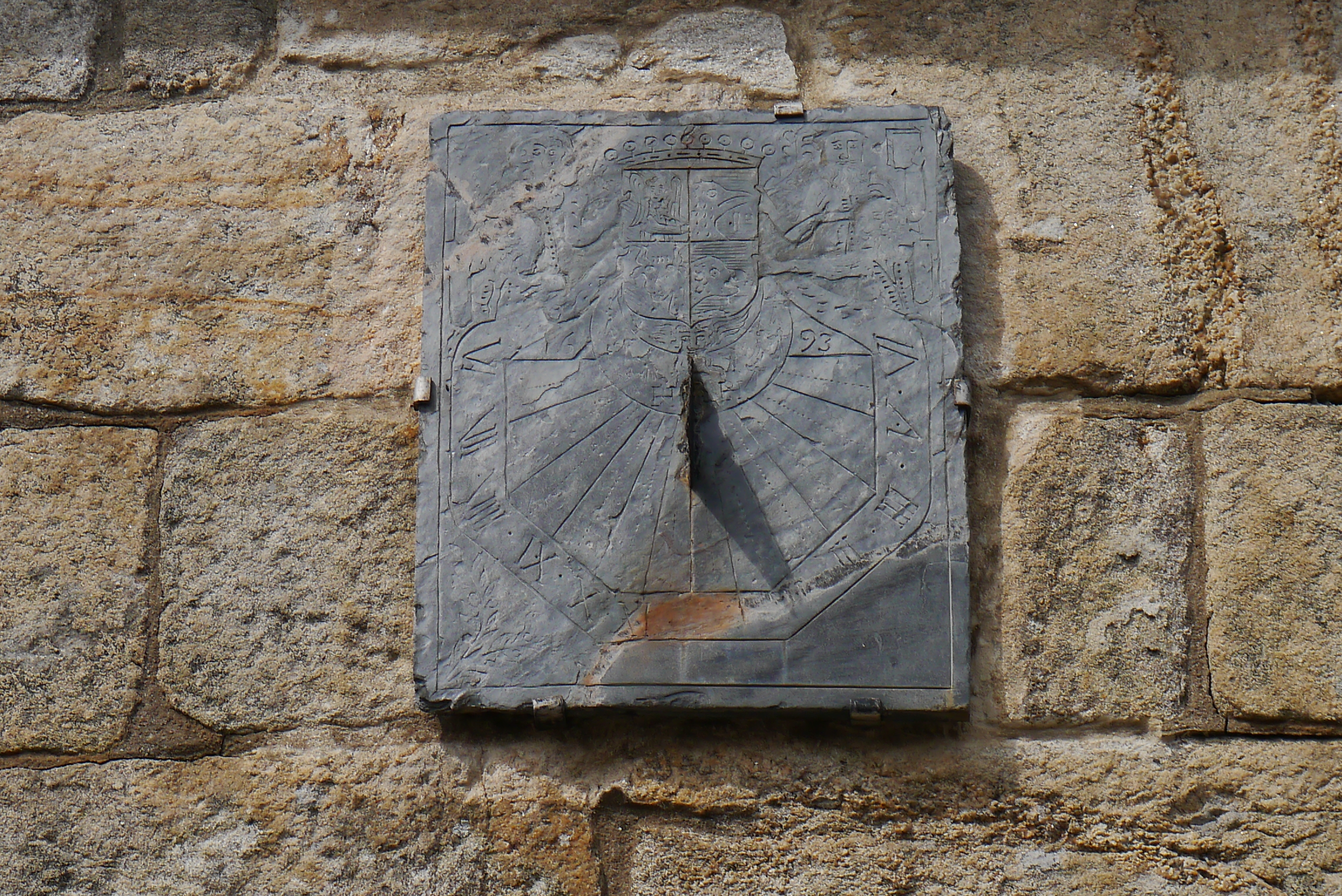
Le cadran solaire de la chapelle.

  - La Donation du rosaire à saint Dominique et sainte Catherine, XVIIIe siècle (inscrit en 1982)[MC 1] ;
  - Jésus et les Docteurs, XVIIIe siècle (inscrit en 1982)[MC 2] ;
  - Saint François d'Assise recevant les stigmates, XVIIIe siècle (inscrit en 1989)[MC 3] ;
  - Les Quatre Évangélistes, XVIIIe siècle (inscrit en 1982)[MC 4] ;
  - La Cène, XVIIe et XVIIIe siècles (inscrit en 1982)[MC 5] ;
- Sculptures :
  - Ensemble de trois statues d'Évangélistes : Saint Marc, Saint Matthieu et Saint Luc, XVIe siècle (inscrit en 1982)[MC 6]. À l'origine un groupe de quatre statues représentant chacun des Évangélistes, elles sont placées chez des habitants de Kervalet à la fin du XIXe siècle. Les trois statues actuelles réintègrent la chapelle dans les années 1930. La statue représentant saint Jean n'a jamais été retrouvée[6] ;
  - Vierge à l'Enfant, XVIIe siècle (inscrite en 1982)[MC 7] ;
  - Vierge à l'Enfant, dite Notre-Dame-de-Recouvrance, XVIe siècle (inscrite en 1982)[MC 8].
- Autres objets :
  - Antependium, XVIIIe siècle (classé en 1982)[MC 9] ;
  - Cadran solaire vertical méridional en ardoise, de 1693, sur la façade sud de l'église, près du portail latéral (classé en 1909)[MC 10] ;
  - Chemin de croix en lithographie, XIXe siècle[MC 11] ;
  - Ciboire des malades en argent, XVIIIe et XIXe siècles (inscrit en 1982)[MC 12] ;
  - Clôture d'autel, XVIIIe siècle (inscrite en 1982)[MC 13] ;
  - Coffre, XVIIIe siècle (inscrit en 1982)[MC 14] ;
  - Confessionnal de 1718 (classé en 1982)[MC 15] ;
  - Croix d'autel, XVIIIe siècle (inscrite en 1982)[MC 16] ;
  - Crucifix en bois, XVIe siècle (inscrit en 1982)[MC 17] ;
  - Ex-voto représentant une maquette de bateau, XVIIIe siècle[MC 18] ;
  - Maître-autel, XIXe siècle (inscrit en 1982)[MC 19],[MC 20] ;
  - Meuble de sacristie, XVIIIe siècle[MC 21] ;
  - Deux reliquaires, de 1756, en bois et verre (inscrits en 1982)[MC 22] ;
  - Retable, XVIIIe siècle (inscrit en 1982)[MC 23].